# 坂井市立三国南小学校
坂井市立三国南小学校（さかいしりつ みくにみなみしょうがっこう）は、福井県坂井市三国町にある公立小学校。

## 通学区域
- 四日市・森町・岩崎・玉井・中元・大門・三国東・新町・安養寺・御所垣内・代官屋敷・観音・三国東団地・山上西・汐見・上西・下西・東下西・上緑・下緑・松ケ下・元新・上旭・下旭・石切場・上台・下台・殿島・栄町・新緑・竹松・西今市・藤沢・玉江・石丸・野中・油屋・楽円・請地・金井・川崎・池見[1]

## 進学先中学校
- 市立三国中学校[1]

## アクセス
- 京福バス16系統「川西・三国線」・25系統「川東・三国線」で「三国南校前」下車すぐ。